# Numbulwar
Numbulwar ist eine Aborigines-Siedlung am Golf von Carpentaria im Northern Territory, Australien. Die Siedlung mit 681 Einwohnern liegt etwa 570 Kilometer östlich von Darwin und 250 Kilometer südlich von Nhulunbuy.

## Geschichte
Das Siedlungsland ist das traditionelle Eigentum des Clans der Nuggayinbala. Die Siedlung entstand 1952 als Rose River Mission, eine Aborigines-Missionsstation, die von der Church Missionary Society gegründet wurde. In den 1970er Jahren wurde die Missionsstation geschlossen. Numbulwar wird von Numbulwar Numburindi Community Council verwaltet.

## Aborigines
Die Bevölkerung des Orts spricht hauptsächlich Kriol, aber auch Wubuy und Anindilyakwa. Die Aborigines im Ort haben starke kulturelle Beziehungen zu den Anindilyakwa, die auf Groote Eylandt leben, und zu den Aborigines die in Ngukurr leben.
Die indigene Bevölkerung in Numbulwar pflegt ihre Zeremonien und Traditionen, insbesondere die Initiationen von Jungen und Männern.
Die Aborigines-Siedlung ist auch das Heim der international bekannten Red Flag Dancers und Yilila Band.
Im Ort gibt es eine kunsthandwerkliche Initiative an der Numbulwar School Secondary Girls.

## Ortsbeschreibungen
Der an der Südostseite der Mündung des Rose River gelegene Ort ist einer der Orte im Northern Territory, der am weitesten abgelegen ist. Der Siedlung hat ein Handelsgeschäft, eine Polizeistation, eine Community School, ein Postbüro, ein Gesundheitszentrum und eine Maschinenreparatur-Werkstatt. Die Fluggesellschaft Mission Aviation Fellowship unterhält eine Basis im Ort. Der Flugplatz liegt etwa drei Kilometer vom Ort entfernt.
Der Zugang nach Numbulwar ist nur mit einer Genehmigung möglich.